# Tengerészgyalogság

## Történelem
A nemzetközi hajózás fejlődésével szükségszerűvé vált olyan reguláris egységek létrehozása, amelyek a hadihajók kikötőinek (partszakasz, raktárak, egyéb fontos objektumok) védelmét biztosítják. A nemzetközi politika, katonapolitika interkontinentális céljainak érvényesítésére az alapfeladatokat tovább bővítették, létrehozva a fegyvernemet. A tengerészgyalogság a rendelkezésére álló technikai eszközökkel nagy létszámban, gyorsan mozgatható.

## Fő feladatok
A tengerészgyalogság a haditengerészet egyik fegyverneme. Különlegesen kiképzett, rendszerint tengeri deszantkötelékben harcoló, haditengerészeti bázisok és kikötők védelmére hivatott katonák alkotják. Az alkalmazási területre többnyire a haditengerészet szállítóhajói viszik, s feladatait elsősorban a haditengerészet más erőivel együttműködve oldja meg. 

## Egyéb feladatok
Némely országok tengerészgyalogosait speciális biztosító, őrző-védő feladatokra képezik ki, diplomáciai testületek védelmét látják el.

## Kapcsolódó szócikk
- Az Amerikai Egyesült Államok Tengerészgyalogsága